# 지하실의 멜로디
지하실의 멜로디(Melodie En Sous-Sol, Any Number Can Win)는 이탈리아에서 제작된 앙리 베르누이 감독의 1963년 영화이다. 장 가뱅 등이 주연으로 출연하였고 자크 바 등이 제작에 참여하였다.

## 출연

### 주연
- 장 가뱅
- 알랭 들롱

### 조연
- 끌로드 세르발
- 모리스 비로드
- 호세 루이스 드 빌라롱가